# François-Célestin de Loynes de La Coudraye
Pour les articles homonymes, voir De Loynes.
François-Célestin de Loynes de La Coudraye, dit le « chevalier de La Coudraye », né le 25 mai 1743 à Fontenay-le-Comte et mort le 15 novembre 1815 à Saint-Pétersbourg, est un officier de marine, homme politique et écrivain français.

## Biographie
François-Célestin de Loynes de La Coudraye est le fils de  Jean Baptiste Jacques Daniel de Loynes, marquis de La Coudraye, gouverneur de Fontenay-le-Comte, et d'Henriette Rose Suzanne Barraud de La Villette.
Le chevalier de La Coudraye a pour frère Denis Louis Jacques Nicolas de Loynes, marquis de La Coudraye (1746-1817).
Il est lieutenant des vaisseaux du Roi lorsque, en 1789, ayant été le principal rédacteur du cahier des doléances de la noblesse du Poitou il est élu député aux états généraux. À la Constituante, il parle sur les questions relatives à la marine. Bien qu’il ait voté avec les minorités de l'Assemblée, il émigra en 1791. Il rentra à la première Restauration. Mais froidement accueilli par le roi Louis XVIII, il se retire d'abord au Danemark, où il est élu membre de l’Académie de Copenhague. Quelques années plus tard il passe en Russie, où il entre dans la marine de guerre. Il y est capitaine de vaisseau à sa mort.
Il décède le 15 novembre 1815 à Saint-Pétersbourg, en Russie.

## Publications
Outre plusieurs Mémoires insérés dans le recueil de la Société des sciences de Copenhague, on a de lui : 
- Dissertation sur la manière de déterminer les longitudes en mer, couronnée par la Société des arts et métiers d’Utrecht, 1783.
- Théorie des vents, couronnée par l’Académie des sciences de Dijon, 1785.
- Théorie des ondes, qui obtint également un prix de la Société royale des sciences de Copenhague, 1786.
- Réponse aux réflexions de M. le baron d’Eggers sur la nouvelle noblesse héréditaire, Saint-Pétersbourg, 1813, in-8°.

Il a également fourni une cinquantaine d’articles sur des sujets touchant à la marine au volume I au Supplément à l'Encyclopédie de Diderot et D’Alembert.